# Cantone di Galan
Il Cantone di Galan era una divisione amministrativa dell'arrondissement di Tarbes.
A seguito della riforma approvata con decreto del 25 febbraio 2014, che ha avuto attuazione dopo le elezioni dipartimentali del 2015, è stato soppresso.

## Composizione
Comprendeva i comuni di:
- Bonrepos
- Castelbajac
- Galan
- Galez
- Houeydets
- Libaros
- Montastruc
- Recurt
- Sabarros
- Sentous
- Tournous-Devant